# Zamek Horkheim

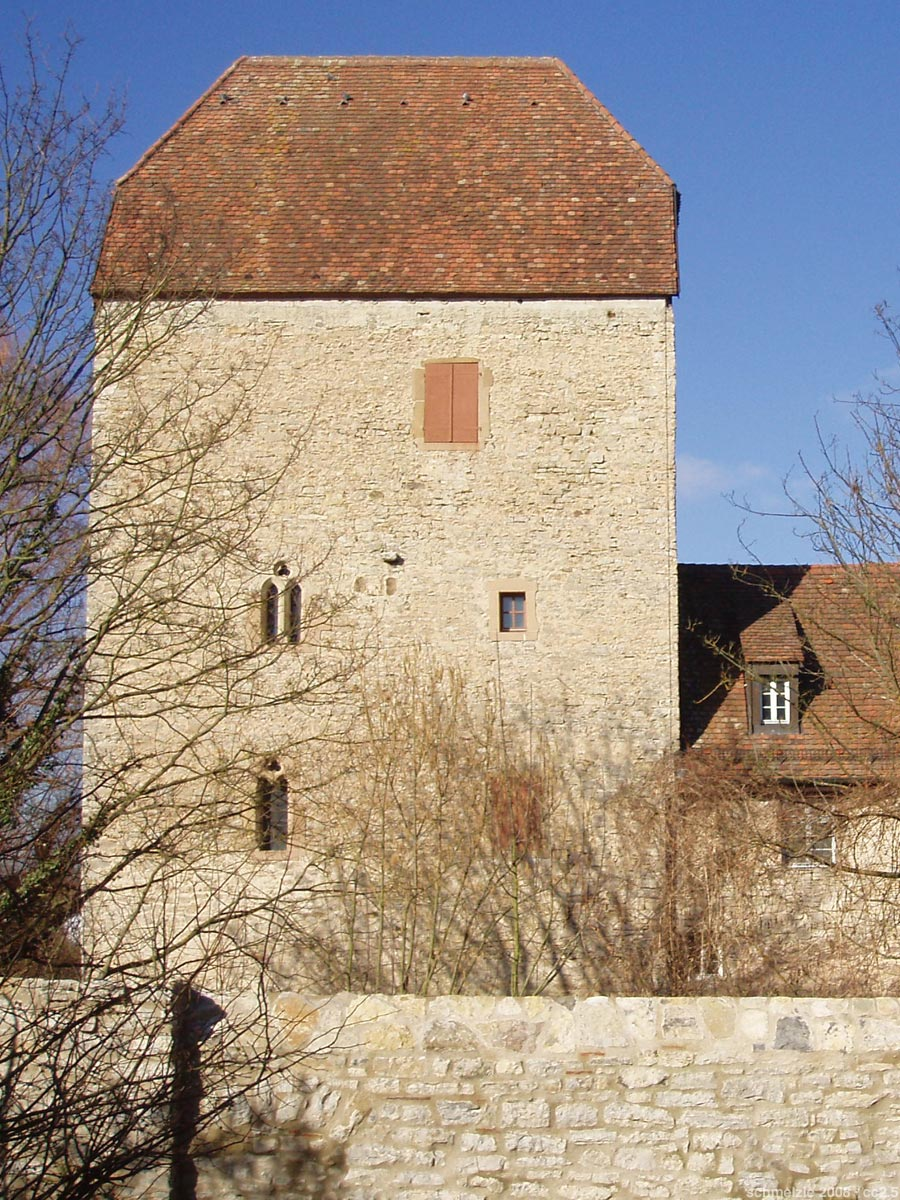
Wieża mieszkalna zamku

Zamek Horkheim (niem. Burg Horkheim) – średniowieczny zamek w dzielnicy Horkheim miasta Heilbronn w Niemczech.

## Historia zamku
Zamek Horkheim był po raz pierwszy wzmiankowany w XIV w. Występował w źródłach również pod nazwą „Burgfreyheit”. Wieża o wysokości 16 m i budynek mieszkalny są najstarszą częścią założenia. W 1461 zamek będący własnością elektora Palatynatu został nadany jako lenno Volmarowi Lemlinowi. W XV w. przebudowano go na zamek wodny zamurowując zachodnią i północną okrągłą wieżę. Otaczała go fosa o szerokości 10 m, nad którą przerzucono most zwodzony. Dziś fosa jest sucha i jest wykorzystywana jako ogród. Zamek był kilkakrotnie przebudowywany. W wieży mieszkalnej zamku znajdowała się niegdyś synagoga.